# شیخیه

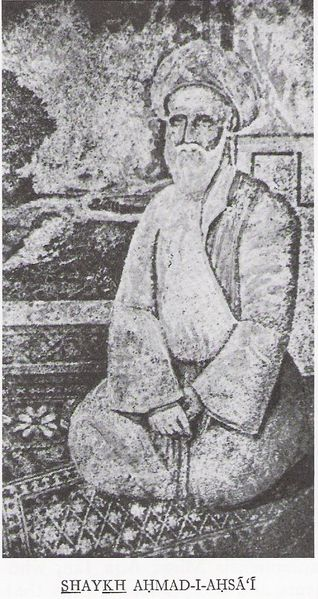
تصویر نقاشی شده از احمد احسائی در تهران

شیخیه نام گروهی  از شیعیان دوازده امامی است که در اوائل قرن ۱۹ میلادی توسط شیخ احمد احسایی بنیان‌گذاری شد. پس از احمد احسائی به‌ترتیب شاگردش سید کاظم رشتی و سپس محمدکریم‌خان کرمانی جانشین شدند.به‌طور کلی مکتب شیخیه که یکی از مکاتب شیعه اثنی عشری است سعی بر اجرای احکام دین محمد وآل محمد در همه امور از طریق رجوع به قرآن و سیره پیامبر و امامان دارد.

## کتب
معروف‌ترین کتب شیخیه عبارتند از: شرح الزیارة الجامعة الکبیرة - شرح العرشیة -ابواب الایمان - عالم ذر- در جواب باب - ارشاد العوام- دقائق العلاج-شرح المشاعر - شرح آیة الکرسی - دلیل المتحیرین -ارشاد العوام - الفطرة السلیمة - طریق النجاة - فصل الخطاب - الکتاب المبین - کفایة المسائل - مصباح السالکین - ینابیع الحکمة - صواعق البرهان - زینبیة - اسرار الشهادة - اجتهاد و تقلید - فهرست - اجتناب - التقلید - دوستی دوستان.

## سید کاظم رشتی

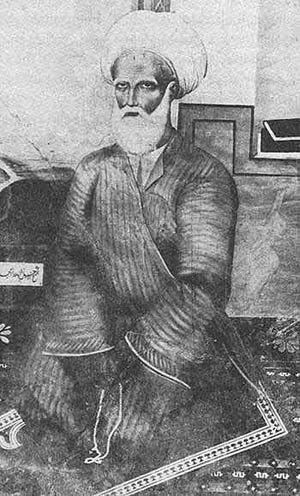
نقاشی دیگر از احمد احسایی

سیدکاظم رشتی متولد ۱۲۱۲ق جانشین احمد احسایی است. سیدکاظم رشتی (سیدکاظم بن قاسم حسینی رشتی گیلانی حائری (کربلایی) اجدادش از سادات حسینی مدینه بوده‌اند. او در رشت متولد شد. در جوانی به یزد رفت و از مریدان و شاگردان احمد احسایی گردید. سیدکاظم رشتی مقیم کربلا گردید و تا پایان عمر در این شهر به ترویج و تدریس مکتب شیخیه پرداخت. گفته می‌شود او بالغ بر یکصدو پنجاه جلد کتاب و رساله در تبیین و تفسیر مکتب شیخیه و آرای احمد احسایی نگاشته‌است.

### محمدکریم خان کرمانی
محمدکریم خان کرمانی سومین مقتدای سلسله شیخیه که بعد از سید کاظم رشتی رهبری و پیشوایی این مکتب را بر عهده گرفت؛ بنابراین او سومین رهبر شیخیه محسوب می‌شود.
بعد از سید کاظم رشتی برخی از شاگردان وی محمدکریم‌خان کرمانی را جانشین وی دانستند. از او بیش از ۲۰۰ جلد کتاب و رساله به جا مانده‌است که بیشتر مباحث آن در خصوص حکمت الهی شیعی است. محمد کریم خان فرزند ابراهیم خان ظهیر الدوله والی کرمان است که پسر عمو و داماد فتحعلی شاه قاجار بود.
شیخیه کرمان را بنا به انتساب به مؤسس آن محمدکریم‌خان، «کریمخانیه» نیز گفته‌اند. از ویژگی‌های این سلسله احترام و ادب خاص به اهل بیت پیامبر اسلام و همچنین در رفتارهای فردی شان با خود و دیگران می‌باشد.
پس از محمد کریم خان کرمانی، دو پسر وی به نام‌های محمد خان کرمانی و سپس زین‌العابدین خان کرمانی جانشین پدر شده و به پیشوائی شیخیه رسیدند. پس از آن‌ها ابوالقاسم خان ابراهیمی (۱۳۱۴–۱۳۹۰ ه‍.ق) فرزند زین العابدین خان به پیشوائی رسید. پس از او فرزندش عبدالرضاخان جانشین پدر شد که در سال اول انقلاب ایران به‌دست گروهی به نام الفتح کرمان ترور شد (۱۳۵۸ ه‍.ش) و بعد از وی پیشوایی بر عهده سید علی موسوی در بصره قرار گرفت که در سال ۱۴۳۶ قمری درگذشت. طرفداران این فرقه در حال حاضر بیشتر در شهرهای کرمان، تهران، خرمشهر، تبریز، بناب، زنوز، مشهد، شیراز، بصره و کربلا زندگی می‌کنند.

### باقریه همدانی
«باقریه» پیروان میرزا محمد باقر شریف طباطبایی بودند. او نخست نماینده محمد کریم خان کرمانی در نایین و همدان بود. اما پس از فوت استادش با جانشین او به مخالفت برخاست و از شیخیه کرمان جدا شده.
پس از واقعه قتل و غارت شیخیه همدان در ماه رمضان ۱۳۱۵ هجری قمری، به جهت حفظ جان خود از همدان به تهران جهت عرض حال به حاکم زمان هجرت نمود ولی به دلیل نیافتن جواب دلخواه از حاکم کشور به جندق رفت. او سالیان متمادی در جندق سکنی گزید و از نائین و اصفهان و جندق و بیابانک و همدان و مشهد و تهران مقلدینی یافت.

### آذربایجانیه ثقةالاسلامی‌ها
شیخیه آذربایجان پیرو میرزا شفیع ثقةالاسلام تبریزی هستند. این شیخیه را «ثقةالاسلامیه» نیز گویند. پس از میرزا شفیع، پسرش میرزا موسی و بعد از وی میرزا علی معروف به ثقةالاسلام دوم و پس از وی برادرش میرزا محمد به ریاست این طایفه رسید.

### آذربایجانیه حجت‌الاسلامی‌ها
طایفه دیگر شیخیه «حجت‌الاسلامی» هستند که پیرو میرزا محمد مامقانی هستند.

### آذربایجانیه گوهری یا احقاقی
طایفه دیگر از شیخیه، «احقاقیه» هستند که پیرو آخوند ملاباقر اسکوئی می‌باشند. وی از شاگردان سید کاظم رشتی بود که پس از فوت ایشان دعوی جانشینی او را کرد، عمده مقلدین ایشان در کویت زندگی می‌کنند و پیشوای ایشان آقا رسول احقاقی است.

## عقاید
عقاید شیخیه در اصول و فروع دین و همه احکام شرع برگرفته قرآن و سنت محمد و اخبار و احادیث ائمه شیعه است، و به‌طور خلاصه شیخیه شیعیانی هستند که در جزئی و کلی سعی در تبعیت امامان داشته و جز گفته آن‌ها اعتماد نمی‌نمایند و در بیان فضائل محمد و آل محمد نیز سعی داشته و می‌گویند که نباید تصور شود که معارف اسلام منحصر به همین احکام ظاهری عبادات و معاملات است، و آن عده را که فقط به همین ظاهر اسلام اکتفا کرده‌اند مقصر می‌دانند؛ و همچنین معتقدند که عقاید آن عده از صوفی مذهبان که دین را صرفاً امور باطنی می‌دانند و ظواهر عبادات را ترک کرده‌اند ناقص است و انسان را به ترقی و تعالی که مقصود از آفرینش اوست نمی‌رساند، بلکه دین حق آن است که همه ظواهر را بپذیریم و به آنها عمل نمائیم در عین اینکه سعی می‌کنیم اصل و باطن و حقایق آن مطالب را هم بقدر استعداد فراگیریم و به هر صورت این مطلب مسلم است که عقاید شیخیه همان عقاید شیعه جعفری دوازده امامی است.
شیخیه اصول دین را منحصر در چهار اصل توحید، نبوت، امامت و تولی و تبری یا به عبارت دیگر معرفت مجتهد جامع‌الشرایط می‌دانند
- به اعتقاد شیخیه، رکن چهارم دین عبارت است از شناختن پیشوایان شیعه و اخوت و مسئله ولایت و برائت و دوستی و دشمنی که همه اینها یک موضوع واحد بوده و اصل بودن آن بسیار واضح و مستند است و در وقتی که به امثال ما وحی نازل نمی‌شود و پیغمبر هم در میان نیست و امام هم غایب است و ناچار باید به بزرگان شیعه و علما رجوع کنیم و در میان علما هم مع‌الأسف صادق و کاذب و علمای نیک و علمای سوء هر دو هستند، چطور می‌شود که شناختن آن‌ها اصل نباشد و چشم بسته و بدون شناخت و اطمینان به آنها رجوع کنیم، پس شناختن آن بزرگان که در عالم اخوت برادران بزرگ ما محسوب می‌شوند اصل است و باید صادق و کاذب را بشناسیم و راستگویان را دوست بداریم و از دروغگویان برحذر باشیم و در این موضوع هم شیخیه کتب متعدد دارند که معروفترین همه آن‌ها همان کتاب ارشاد است که جلد چهارم آن مخصوص به همین اصل چهارم یا به اصطلاح شیخیه رکن رابع است.[۹]
- شیخیه معاد و عدل را از اصول دین می‌دانند ولی معتقدند اعتقاد به خدا و رسول ضرورتاً مستلزم اعتقاد به قرآن و از جمله تعلیمات آن عدل و معاد است. عدل یکی از صفات ثبوتی خداوند است، اگر آن را اصل اصیل بشماریم چرا سایر صفات ثبوتی از قبیل علم، قدرت، حکمت و غیره را از اصول دین نشماریم و اصلاً در شمردن اصول دین بین علما اختلاف بوده چون هیچ تقسیم‌بندی صریحی از ائمه در این باره نرسیده‌است و همه اینها تقسیمات علما در زمان‌های مختلف بر حسب وضعیت هر زمان است و اختصاصی به شیخیه ندارد.
- شیخیه می‌گویند معاد جسمانی وجود دارد اما بعد از انحلال جسم، عنصری که باقی می‌ماند جسم لطیفی است که به اصطلاح ایشان جسم هورقلیایی است. هورقلیا که ظاهراً کلمه سریانی است، همان قالب مثالی می‌باشد که از اصطلاحات فلسفی احمد احسایی است. وی می‌گوید: آدمی را دو جسم است، یکی مرکب از عناصر زمانی که به منزلهٔ اعراض جسم حقیقی است و آن مانند جامه‌ای است که انسان آن را می‌پوشد و از تن بیرون می‌آورد و آنچه پس از مرگ می‌پوشد و از میان می‌رود همین جسم است. دیگر سرشتی است که آدمی از آن آفریده شده و زمانی نیست و از عالم هورقلیا است و در گور او باقی خواهد ماند و آنچه آدمی در روز رستاخیز به هیئت آن زنده خواهد شد همین جسم مثالی است و ثواب و عقاب اخروی مربوط به همین جسم می‌باشد. بازگشت ارواح مردم در کالبد لطیفی است که از جسم دنیوی آن‌ها لطیف‌تر است؛ گرچه در مقایسه با عالم برزخ و قیامت، جسم محسوب می‌شود.
- شیخیه معراج جسمانی پیامبر را می‌پذیرند ولی می‌گویند که معراج اگر چه جسمانی است ولی با جسم عرضی نیست و این تصور که پیغمبر مثلاً با سفینه و موشک از زمین به طرف همین آسمان ظاهر رفته باشد تصوری عامیانه است. چون رفتن بسوی این آسمانها لاجرم در جهتی از جهات است و معراج پیغمبر برای تقرب به خداست و خدا در یک طرف آسمان منزل ندارد که با سیری در این جهات معروفهٔ عرضی بشود به او نزدیک شد و این تصورات لازمه اش این است که خدا را محدود و در جهتی خاص بدانیم و جهت دیگر را خالی از او فرض کنیم و این خلاف صریح توحید است.[۹]
- یکی از اختلافات شیخیه با دیگر شیعیان نحوه نماز خواندن در حرم ائمه‌است. شیخیه در هنگام نماز در حرم پیغمبر و امامان از لحاظ ادب و احترام طوری می‌ایستند که قبر میان ایشان و قبله واقع شود؛ و استدلال به حدیث (الامام لا یتقدم و لا یساوی) بر این طریقه خود می‌کنند و در احترام به ائمه زنده و مرده ایشان بسیار اهتمام می‌ورزند.

مخالفان ایشان معتقدند شیخیه دربارهٔ مقام ائمه راه غلو پیموده‌اند و برای آن‌ها مقام خدایی قائل شده‌اند زیرا قبر را قبله قرار می‌دهند در حالی که این مطلب از جهت احترام به ائمه و استناد به احادیث واقع شده‌است. گاه شیخیه شیعیان مخالف خود را «بالاسریه» و خود را «پشت‌سری» می‌خوانند. البته شیخیه برای عقاید خود نسبت به امامان به زیارات رسیده از اهل بیت خصوصاً زیارت جامعه کبیره استناد می‌کنند.
همچنین از دیگر عقاید مکتب شیخیه این است که امام زمان با همین لباس ظاهری در میان مردم زندگی می‌کنند و می‌خورند و می‌آشامند و اما از نظرها غایب هستند.

## شیخیه و بابیِّت
بابیان و سپس بهائیان، شیخیه را جد روحانی نهضت خود می دانند که راه را برای باب و بهاء آماده کرده است و بدین ترتیب شیخیه هدف غایی را انجام داده و دیگر موضوعیت ندارد. به گفته موجان مومن و پیتر اسمیت، بیش از نیمی از «برجسته‌ترین» گروندگان به بابی در چهار سال اول دعوت باب، شیخی بودند. 
رکن رابع یعنی نیابت امام زمان که از عقاید شیخیه است مستمسک سید علی محمد شیرازی برای ادعای بابیت شد. سید علی‌محمد شاگرد سید کاظم رشتی دومین رهبر شیخی بود.
یکی دیگر از شباهت های کلیدی بین شیخیه و بابیت و بهائیت، تأکید مشترک آنها بر درک نمادین و تمثیلی از متن دینی است.